# 田邑村
田邑村（たのむらそん）は、岡山県苫田郡にあった村。
現在の津山市上田邑、下田邑に当たる。
ここでは現在の津山市田邑地区についても扱う。

## 沿革
- 1889年6月1日 - 町村制施行に伴い、西北条郡上田邑村、下田邑村が合併、田邑村となる。大字上田邑に役場を置く。
- 1900年4月1日 - 西北条郡が西西条郡、東南条郡、東北条郡と合併し、苫田郡となる。
- 1954年7月1日 - 周辺の9村とともに津山市へ編入される。

## 田邑地区
田邑村の範囲を以って田邑地区と呼んでいる。小学校は向陽小学区、中学校は津山西中学区。

### 隣接自治体・地区
- 津山市一宮地区
- 津山市院庄地区
- 津山市城西地区
- 津山市西苫田地区
- 津山市二宮地区
- 苫田郡鏡野町（旧・香々美南村・芳野村）

### 地区の地名
- 上田邑
- 下田邑

### 人口
1914人（2010年1月1日現在。住民基本台帳、外国人登録台帳調査による。津山市調べ）。地名ごとの人口については各地名の記事参照。

## 教育

### 幼稚園
- 立田邑幼稚園

### 保育園
- 田邑保育園

### 学校
- 田邑小学校（1969年に閉校。統合校は津山市立向陽小学校。）

## 交通

### 鉄道
地区内を走る鉄道およびその駅なし

### 道路
廃止当時は未完成。地区内を走る高速道路・国道はなし。

#### 県道
- 主要地方道

地区内を走る主要地方道なし
- 一般県道
  - 岡山県道338号市場津山線
  - 岡山県道339号西一宮中北上線

## 河川・山岳

### 河川
- 紫竹川
- 戸島川

## 寺院・神社

### 寺院
- 千年禅寺
- 安養寺
- 泉水寺

### 神社
- 田神社